# Golgo 13
Golgo 13 (jap. ゴルゴ13, Gorugo Sāchīn) ist eine Mangareihe des japanischen Zeichners Takao Saitō, die seit 1969 in Japan erscheint. Der Manga wurde auch als Anime und Realspielfilm adaptiert. 
Das Werk lässt sich in die Genres Seinen und Action einordnen.

## Inhalt
Duke Tōgō, genannt Golgo 13, ist ein professioneller Auftragsmörder. Er arbeitet für wechselnde Auftraggeber, Geheimdienste und Mafia. Über seine Identität und Herkunft ist nichts bekannt, doch er gilt als der beste seiner Zunft und tötet jeden, wenn ihm ausreichend bezahlt wird. Er lächelt nie und spricht nur das Nötigste.

## Konzeption
Im Manga, der wöchentlich erscheint, erfüllt Golgo alle zwei Wochen einen Mordauftrag. Sein Name setzt sich aus einer Abkürzung von Golgota, dem Hügel auf dem Jesus Christus gekreuzigt wurde, und der Unheil bringenden Zahl 13 zusammen.

## Entstehung
In den 1950er Jahren adaptierte Takao Saitō die James-Bond-Romane von Ian Fleming als Mangas für die damals stark nachgefragten Leihbüchereien. Diese Adaptionen haben sein späteres Werk Golgo 13 stark beeinflusst.
Der Manga wird im Studio von Takao Saitō geschaffen, in dem 15 Angestellte arbeiten, die ihm beim Zeichnen assistieren. Dabei agiert Saitō als eine Art Regisseur, der die Arbeit der Mitarbeiter lenkt und sie zu einem Ganzen zusammenfügt.

## Veröffentlichung
Der Manga wird seit Januar 1969 im Manga-Magazin Big Comic des Verlags Shogakukan veröffentlicht. Die Einzelkapitel wurden auch in bisher 193 Sammelbänden herausgebracht. 
Der Manga erscheint seit 2006 auf Englisch bei Viz Media, außerdem auf Französisch und Spanisch bei Glénat.

## Adaptionen

### Realfilme
1973 kam ein erster Realspielfilm zum Manga von Junya Sato und Tōei in die japanischen Kinos. 1977 folgte Golgo 13: Kūron no kubi. Bei dem 93-minütigen Film führte Yukio Noda Regie. Eine englische Fassung erschien bei Worldwide Pictures.

### Anime-Film
Der Film Golgo 13: The Professional wurde 1983 in den japanischen Kinos gezeigt und erschien bei OVA Films auch auf Deutsch. Regie führte Osamu Dezaki, die Produktion stammt vom Studio Tokyo Movie Shinsha. Der Film war der erste Anime, bei dem 3D-Computeranimation eingesetzt wurde.

### Original Video Animation
1998 erschien in Japan als Fortsetzung des Films die OVA Golgo 13 - Die Bienenkönigin, die auch auf Deutsch erschien. Bei der 60-minütigen OVA führte erneut Osamu Dezaki Regie. 

### Anime-Serie
2008 produzierte The Answer Studio unter der Regie von Shunji Ōga eine 50-teilige Anime-Fernsehserie zum Manga. Das Charakterdesign entwarf Kazuyoshi Takeuchi und die künstlerische Leitung hatte Toshiharu Mizutani inne. Die Serie wurde vom 11. April 2008 bis zum 27. März 2009 vom japanischen Sender TV Tokyo ausgestrahlt. Wenige Tage nach TV Tokyo begannen die Sender BS Japan, TV Aichi, TV Hokkaido, TV Osaka, TV Setouchi und TVQ Kyushu mit der Ausstrahlung. 

#### Synchronisation
| Rolle          | japanischer Sprecher (Seiyū) |
| -------------- | ---------------------------- |
| Golgo 13       | Hiroshi Tachi                |
| Flannagan      | Kinryū Arimoto               |
| Regan          | Masafumi Kimura              |
| Dave McCartney | Mitsuo Senda                 |

#### Musik
Die Musik der Serie komponierte Daisuke Ikeda. Vorspanntitel sind Take the Wave von Naifu und So faraway von Pinc Inc. Die drei Abspanne wurden unterlegt mit den Liedern Garasu no haiwei von doa, Yume no Hitotsu von Garnet Crow und Sono Hohoemi Yo Eien ni von Aiko Kitahara.

## Rezeption
Der Manga gewann den 21. Shōgakukan-Manga-Preis 1976 in der Kategorie Allgemein. Die Reihe gehört zu den beliebtesten Mangas für Erwachsene in Japan.